# E. Thayer Gaston
Everett Thayer Gaston (* 4. Juli 1901 in Woodward, Oklahoma, USA; † 3. Juni 1970) war ein US-amerikanischer Psychologe und Pionier der Musiktherapie.
Gaston war Professor für Musikpädagogik an der University of Kansas. Seit 1986 ist er in der Music Educators Hall of Fame.